# Vojna priznanja u Oružanim snagama Republike Hrvatske
Vojna priznanja u Oružanim snagama Republike Hrvatske su vojne medalje, plakete, pohvale i nagrade. Vojna priznanja mogu se dodijeliti vojnim osobama, službenicima i namještenicima, ustrojstvenim jedinicama Oružanih snaga Republike Hrvatske te domaćim i stranim fizičkim i pravnim osobama za osobit doprinos u izvršenju misije ili zadaće Oružanih snaga.
Vojna priznanja dodjeljuju se prigodom obilježavanja Dana Oružanih snaga, Dana državnosti Republike Hrvatske, Dana pobjede i domovinske zahvalnosti i Dana hrvatskih branitelja, Dana neovisnosti Republike Hrvatske, dana grana, rodova i službi, obljetnica postrojbi te u drugim svečanim prigodama.

## Vojne medalje
Vojne medalje su priznanja koja se dodjeljuju za osobni doprinos postignućima u izvršavanju misija i zadaća Oružanih snaga Republike Hrvatske pod sljedećim uvjetima:
1. značajan doprinos u izvršenju misija i zadaća Oružanih snaga
2. izvršenje poslova Ministarstva obrane koji predstavljaju značajan doprinos u stvaranju preduvjeta za uspješno izvršenje misija i zadaća Oružanih snaga
3. izvršenje poslova u stranim oružanim snagama koji predstavljaju značajan doprinos u izvršenju misija ili zadaća Oružanih snaga
4. izvršenje poslova u međunarodnim organizacijama kojima je Republika Hrvatska pristupila koji predstavljaju značajan doprinos u stvaranju preduvjeta za uspješno izvršenje misija i zadaća Oružanih snaga.

Vojne medalje dodjeljuju se vojnim osobama i službenicima i namještenicima na službi u Oružanim snagama i Ministarstvu obrane za osobni ili skupni doprinos postignućima u izvršavanju misija ili zadaća Oružanih snaga. Mogu se dodijeliti i vojnim osobama stranih zemalja te domaćim i stranim fizičkim i pravnim osobama za njihov osobni ili skupni doprinos postignućima u izvršenju misija ili zadaća Oružanih snaga. Vojne medalje dodjeljuju Predsjednik Republike Hrvatske, predsjednik Vlade Republike Hrvatske, ministar obrane te načelnik Glavnog stožera Oružanih snaga.
Vojne medalje su:
- medalje za vojne zasluge - dodjeljuju se za iznimne osobne zasluge i rezultate kao doprinos u izvršenju misija i zadaća Oružanih snaga. Dijele se na Domovinske medalje i Medalje Hrvatske vojske. Domovinske medalje dodjeljuju se za smrtno stradavanje, ranjavanje, ozljedu ili bolest nastalu tijekom obavljanja dužnosti u izvršenju misija i zadaća Oružanih snaga u Republici Hrvatskoj ili inozemstvu. Medalje Hrvatske vojske dodjeljuju se pripadnicima Oružanih snaga za iznimne rezultate i doprinos u izgradnji, jačanju i izvršavanju misija i zadaća Oružanih snaga te osobiti uspjeh u rukovođenju ustrojstvenim jedinicama Oružanih snaga;
- medalje za civilno-vojnu suradnju - dodjeljuju se za iznimne osobne zasluge i civilno-vojnu suradnju kao doprinos u izvršenju misija i zadaća Oružanih snaga;
- Medalja za sudjelovanje u operacijama potpore miru, operacijama odgovora na krize, humanitarnim operacijama i drugim aktivnostima u inozemstvu (Medalja za sudjelovanje u operacijama) - dodjeljuje se za uspješno i časno obnašanje dužnosti u operacijama;
- medalje za iznimno osobno postignuće - dodjeljuju se za osobne iznadprosječne rezultate u izobrazbi i sportu. Dijele se na medalje izvrsnosti u izobrazbi i medalje sportskih postignuća;
- Medalja za vježbe - dodjeljuje se sudionicima uspješno izvršenih združenih vježbi te vježbi od posebnog značaja za izvršenje misija i zadaća Oružanih snaga;
- Medalja za pomoć institucijama civilne vlasti - dodjeljuje se za uspješno i časno obnašanje dužnosti prilikom pomoći u slučaju katastrofa, velikih nesreća, potrage i spašavanja, prijevoza unesrećenih ili oboljelih te sličnih situacija u kojima je ugroženo civilno stanovništvo;
- Medalja za najboljeg dočasnika i vojnika/mornara godine - dodjeljuje se za postizanje iznadprosječnih rezultata.

Prema Pravilniku o vrstama vojnih medalja, uvjetima i postupku njihove dodjele, ukupno je 27 vojnih medalja. Novoustanovljene medalje po prvi puta su uručene 16. siječnja 2020. Tom prigodom uz Zlatnu domovinsku medalju, posmrtno dodijeljenu skupniku Josipu Briškom, Zlatna medalja Hrvatske vojske dodijeljena je general-bojniku Borisu Šeriću, Srebrna medalja Hrvatske vojske brigadiru Alanu Srpaku, a Brončana medalja Hrvatske vojske razvodniku Hrvoju Kalaici. Medalja za najboljeg dočasnika godine dodijeljena je naredniku Josipu Ilijeviću, a Medalja za najboljeg vojnika/mornara godine razvodniku Ivici Glavinoviću. Zbog suradnje i pružanja potpore MORH-u i Hrvatskoj vojsci alpinist Stipe Božić, sudionik Domovinskog rata i pripadnik Hrvatske gorske službe spašavanja, odlikovan je Brončanom medaljom za civilno-vojnu suradnju ministra obrane.
| R.br. |                                      |                                   | Naziv                                                                            | Važnosni slijed | Slikovni prikaz | Dodjeljuje se za | Tko dodjeljuje |
| ----- | ------------------------------------ | --------------------------------- | -------------------------------------------------------------------------------- | --------------- | --------------- | --- | --- |
| 1.    | Medalje za vojne zasluge             | Domovinske medalje                | Zlatna Domovinska medalja                                                        | 1.              |                 | dodjeljuje se za smrtno stradavanje, teško ranjavanje ili tešku ozljedu nastalu u ratu, stanju izvanrednih okolnosti ili provedbi misija i zadaća Oružanih snaga, a nastupilo je kao neposredna posljedica izvršavanja dodijeljenih zadaća | Predsjednik Republike Hrvatske na vlastiti poticaj ili na prijedlog ministra obrane                                            |
| 2.    | Medalje za vojne zasluge             | Domovinske medalje                | Srebrna Domovinska medalja                                                       | 10.             |                 | dodjeljuje se za ranjavanje, ozljedu ili tešku bolest nastalu u ratu, stanju izvanrednih okolnosti ili provedbi misija i zadaća Oružanih snaga, a koje je nastupilo kao neposredna posljedica izvršavanja dodijeljenih zadaća              | predsjednik Vlade Republike Hrvatske na vlastiti poticaj ili na prijedlog ministra obrane                                      |
| 3.    | Medalje za vojne zasluge             | Domovinske medalje                | Brončana Domovinska medalja                                                      | 11.             |                 | dodjeljuje se za bolest nastalu u ratu, u stanju izvanrednih okolnosti ili provedbi misija i zadaća Oružanih snaga, a nastupila je kao neposredna posljedica izvršavanja dodijeljenih zadaća                                               | ministar obrane na vlastiti poticaj ili na prijedlog načelnika Glavnog stožera Oružanih snaga                                  |
| 4.    | Medalje za vojne zasluge             | Medalje Hrvatske vojske           | Zlatna medalja Hrvatske vojske                                                   | 18.             |                 | dodjeljuje se za iznadprosječan doprinos u izgradnji, jačanju i izvršavanju misija i zadaća Oružanih snaga te iznadprosječan doprinos u vođenju i zapovijedanju                                                                            | načelnik Glavnog stožera Oružanih snaga na vlastiti poticaj ili na prijedlog neposredno podređenih zapovjednika/načelnika      |
| 5.    | Medalje za vojne zasluge             | Medalje Hrvatske vojske           | Srebrna medalja Hrvatske vojske                                                  | 23.             |                 | dodjeljuje se za iznadprosječan doprinos razvoju roda, službe ili struke, odnosno uspjeh u rukovođenju ustrojstvenom jedinicom | načelnik Glavnog stožera Oružanih snaga na vlastiti poticaj ili na prijedlog neposredno podređenih zapovjednika/načelnika      |
| 5.    | Medalje za vojne zasluge             | Medalje Hrvatske vojske           | Brončana medalja Hrvatske vojske                                                 | 25.             |                 | dodjeljuje se za iznadprosječan doprinos u izvršavanju zadaća Oružanih snaga | načelnik Glavnog stožera Oružanih snaga na vlastiti poticaj ili na prijedlog neposredno podređenih zapovjednika/načelnika      |
| 7.    | Medalja za civilno-vojnu suradnju    | Medalja za civilno-vojnu suradnju | Zlatna medalja za civilno-vojnu suradnju Predsjednika Republike Hrvatske         | 2.              |                 | dodjeljuje se za osobite zasluge u razvoju civilno-vojnih odnosa. | Predsjednik Republike Hrvatske i predsjednik Vlade Republike Hrvatske na vlastiti poticaj ili na prijedlog ministra obrane     |
| 8.    | Medalja za civilno-vojnu suradnju    | Medalja za civilno-vojnu suradnju | Srebrna medalja za civilno-vojnu suradnju Predsjednika Republike Hrvatske        | 6.              |                 | dodjeljuje se za iznimne zasluge u razvijanju sposobnosti i provedbi projekata civilno-vojne suradnje. | Predsjednik Republike Hrvatske i predsjednik Vlade Republike Hrvatske na vlastiti poticaj ili na prijedlog ministra obrane     |
| 9.    | Medalja za civilno-vojnu suradnju    | Medalja za civilno-vojnu suradnju | Zlatna medalja za civilno-vojnu suradnju predsjednika Vlade Republike Hrvatske   | 3.              |                 | dodjeljuje se za osobite zasluge u razvoju civilno-vojnih odnosa. | Predsjednik Republike Hrvatske i predsjednik Vlade Republike Hrvatske na vlastiti poticaj ili na prijedlog ministra obrane     |
| 10.   | Medalja za civilno-vojnu suradnju    | Medalja za civilno-vojnu suradnju | Srebrna medalja za civilno-vojnu suradnju predsjednika Vlade Republike Hrvatske  | 8.              |                 | dodjeljuje se za iznimne zasluge u razvijanju sposobnosti i provedbi projekata civilno-vojne suradnje. | Predsjednik Republike Hrvatske i predsjednik Vlade Republike Hrvatske na vlastiti poticaj ili na prijedlog ministra obrane     |
| 11.   | Medalja za civilno-vojnu suradnju    | Medalja za civilno-vojnu suradnju | Brončana medalja za civilno-vojnu suradnju ministra obrane                       | 16.             |                 | dodjeljuje se za iznadprosječne zasluge i kvalitetnu suradnju s Ministarstvom obrane i Oružanim snagama | ministar obrane na vlastiti poticaj ili na prijedlog načelnika Glavnog stožera Oružanih snaga                                  |
| 12.   |                                      |                                   | Medalja za sudjelovanje u operacijama                                            | 21.             |                 | dodjeljuje se pripadnicima Oružanih snaga za doprinos uspješnom izvršenju misija i zadaća Oružanih snaga u svim operacijama | načelnik Glavnog stožera Oružanih snaga                                                                                        |
| 13.   | Medalje za iznimno osobno postignuće | Medalje izvrsnosti u izobrazbi    | Zlatna medalja izvrsnosti u izobrazbi Predsjednika Republike Hrvatske            | 4.              |                 | dodjeljuje se najboljem polazniku svih razina slijedno-rastuće izobrazbe časnika i dočasnika | Predsjednik Republike Hrvatske na prijedlog ministra obrane                                                                    |
| 14.   | Medalje za iznimno osobno postignuće | Medalje izvrsnosti u izobrazbi    | Srebrna medalja izvrsnosti u izobrazbi ministra obrane                           | 14.             |                 | dodjeljuje se drugom po uspješnosti polazniku svih razina slijedno-rastuće izobrazbe časnika i dočasnika | ministar obrane na prijedlog načelnika Glavnog stožera Oružanih snaga                                                          |
| 15.   | Medalje za iznimno osobno postignuće | Medalje izvrsnosti u izobrazbi    | Brončana medalja izvrsnosti u izobrazbi načelnika Glavnog stožera Oružanih snaga | 26.             |                 | dodjeljuje se trećem po uspješnosti polazniku svih razina slijedno-rastuće izobrazbe časnika i dočasnika | načelnik Glavnog stožera Oružanih snaga na prijedlog zapovjednika Hrvatskog vojnog učilišta »dr. Franjo Tuđman«                |
| 16.   | Medalje za iznimno osobno postignuće | Medalje sportskih postignuća      | Zlatna medalja sportskih postignuća Predsjednika Republike Hrvatske              | 5.              |                 | dodjeljuje se za ostvarene rezultate na službenim međunarodnim natjecanjima (olimpijske igre, svjetska i europska prvenstva, olimpijske vojne igre, svjetska vojna prvenstva i Mediteranske igre)                                          | Predsjednik Republike Hrvatske na vlastiti poticaj ili na prijedlog ministra obrane                                            |
| 17.   | Medalje za iznimno osobno postignuće | Medalje sportskih postignuća      | Srebrna medalja sportskih postignuća Predsjednika Republike Hrvatske             | 7.              |                 | dodjeljuje se za ostvarene rezultate na službenim međunarodnim natjecanjima (olimpijske igre, svjetska i europska prvenstva, olimpijske vojne igre, svjetska vojna prvenstva i Mediteranske igre)                                          | Predsjednik Republike Hrvatske na vlastiti poticaj ili na prijedlog ministra obrane                                            |
| 18.   | Medalje za iznimno osobno postignuće | Medalje sportskih postignuća      | Brončana medalja sportskih postignuća Predsjednika Republike Hrvatske            | 9.              |                 | dodjeljuje se za ostvarene rezultate na službenim međunarodnim natjecanjima (olimpijske igre, svjetska i europska prvenstva, olimpijske vojne igre, svjetska vojna prvenstva i Mediteranske igre)                                          | Predsjednik Republike Hrvatske na vlastiti poticaj ili na prijedlog ministra obrane                                            |
| 19.   | Medalje za iznimno osobno postignuće | Medalje sportskih postignuća      | Zlatna medalja sportskih postignuća ministra obrane                              | 12.             |                 | dodjeljuje se za ostvarene rezultate na službenim državnim natjecanjima | ministar obrane na vlastiti poticaj ili na prijedlog načelnika Glavnog stožera Oružanih snaga                                  |
| 20.   | Medalje za iznimno osobno postignuće | Medalje sportskih postignuća      | Srebrna medalja sportskih postignuća ministra obrane                             | 15.             |                 | dodjeljuje se za ostvarene rezultate na službenim državnim natjecanjima | ministar obrane na vlastiti poticaj ili na prijedlog načelnika Glavnog stožera Oružanih snaga                                  |
| 21.   | Medalje za iznimno osobno postignuće | Medalje sportskih postignuća      | Brončana medalja sportskih postignuća ministra obrane                            | 17.             |                 | dodjeljuje se za ostvarene rezultate na službenim državnim natjecanjima | ministar obrane na vlastiti poticaj ili na prijedlog načelnika Glavnog stožera Oružanih snaga                                  |
| 22.   | Medalje za iznimno osobno postignuće | Medalje sportskih postignuća      | Zlatna medalja sportskih postignuća načelnika Glavnog stožera Oružanih snaga     | 19.             |                 | dodjeljuje se za ostvarene rezultate na službenim natjecanjima Oružanih snaga | načelnik Glavnog stožera Oružanih snaga na vlastiti poticaj ili na prijedlog neposredno podređenih zapovjednika/načelnika      |
| 23.   | Medalje za iznimno osobno postignuće | Medalje sportskih postignuća      | Srebrna medalja sportskih postignuća načelnika Glavnog stožera Oružanih snaga    | 24.             |                 | dodjeljuje se za ostvarene rezultate na službenim natjecanjima Oružanih snaga | načelnik Glavnog stožera Oružanih snaga na vlastiti poticaj ili na prijedlog neposredno podređenih zapovjednika/načelnika      |
| 24.   | Medalje za iznimno osobno postignuće | Medalje sportskih postignuća      | Brončana medalja sportskih postignuća načelnika Glavnog stožera Oružanih snaga   | 27.             |                 | dodjeljuje se za ostvarene rezultate na službenim natjecanjima Oružanih snaga | načelnik Glavnog stožera Oružanih snaga na vlastiti poticaj ili na prijedlog neposredno podređenih zapovjednika/načelnika      |
| 25.   |                                      |                                   | Medalja za vježbe                                                                | 20.             |                 | dodjeljuje se sudionicima uspješno izvršenih združenih vježbi te vježbi od posebnog značaja za Oružane snage, nakon uspješno završene vježbe                                                                                               | načelnik Glavnog stožera Oružanih snaga na prijedlog neposredno podređenih zapovjednika/načelnika, odnosno zapovjednika vježbe |
| 26.   |                                      |                                   | Medalja za pomoć institucijama civilne vlasti                                    | 13.             |                 | može se dodijeliti nakon uspješno pružene pomoći u slučaju katastrofa, velikih nesreća, potrage i spašavanja, prijevoza unesrećenih ili oboljelih te sličnih situacija u kojima je ugroženo civilno stanovništvo                           | ministar obrane |
| 27.   |                                      |                                   | Medalja za najboljeg dočasnika i vojnika/mornara godine                          | 22.             |                 | dodjeljuje se dočasniku i vojniku/mornaru koji su proglašeni najboljim dočasnikom ili vojnikom/mornarom za kalendarsku godinu | načelnik Glavnog stožera Oružanih snaga na prijedlog prvog dočasnika Oružanih snaga                                            |

Vojne medalje sastoje se od znaka medalje na vrpci, umanjenice, male oznake medalje i isprave o dodjeli. 
Vojne medalje nose se nastavno na odlikovanja Republike Hrvatske i vojne medalje ustanovljene prije stupanja Pravilnika o vrstama vojnih medalja, uvjetima i postupku njihove dodjele iz 2019. godine. Nose se na lijevoj strani odore poredane po važnosnom slijedu od najviše do najniže od lijeve na desnu stranu gledano prema nositelju vojne medalje iznad gornjeg lijevog džepa odore.
Na temelju ranijeg Zakona o službi u Oružanim snagama Republike Hrvatske iz 1995. ustanovljene su bile sljedeće medalje:
| Medalja | Slikovni prikaz | |
| --- | --------------- | --- |
| Medalja za sudjelovanje u operaciji "Bljesak"                                                                            |                 | za oslobađanje zapadne Slavonije (svibanj 1995.). Medalju dodjeljuje vrhovni zapovjednik na prijedlog ministra obrane i ministra unutrašnjih poslova |
| Medalja za sudjelovanje u operaciji "Ljeto '95"                                                                          |                 | u prigodi zajedničke akcije HV, HVO i Armije BiH za oslobađanje područja Bosanskog Grahova, Glamoča, Drvara, Šipova i Jajca (srpanj-kolovoz 1995.). Medalju dodjeljuje vrhovni zapovjednik na prijedlog ministra obrane i ministra unutrašnjih poslova |
| Medalja za sudjelovanje u operaciji "Oluja"                                                                              |                 | za oslobađanje sjeverne Dalmacije, Like, Korduna i Banije (kolovoz 1995.). Medalju dodjeljuje vrhovni zapovjednik na prijedlog ministra obrane i ministra unutrašnjih poslova |
| Medalja za iznimne pothvate u održavanju ustavno-pravnog poretka Republike Hrvatske, te zaštiti života građana i imovine |                 | medalju dodjeljuje vrhovni zapovjednik na prijedlog člana Vlade ili župana |
| Spomen medalja "Vukovar"                                                                                                 |                 | komemorativna medalja ustanovljena posebnom odlukom u prigodi vraćanja pod državni suverenitet, odnosno u ustavnopravni poredak Republike Hrvatske područja hrvatskog Podunavlja (Baranje, istočne Slavonije i zapadnoga Srijema), koje je bilo pod privremenom upravom UNTAES-a. Ovu spomen medalju dodjeljuje predsjednik Republike Hrvatske osobama za djelatno sudjelovanje u obrani Istočne Slavonije, Zapadnog Srijema i Baranje, te onima koji su djelatno i svrhovito doprinijeli mirnoj reintegraciji hrvatskog Podunavlja u ustavno pravni poredak Republike Hrvatske |

## Plakete
Plakete se dodjeljuju ustrojstvenim jedinicama Oružanih snaga i Ministarstva obrane te vojnim osobama, službenicima i namještenicima za doprinos u promicanju ugleda Oružanih snaga. Vrste vojnih plaketa te uvjete i postupak njihove dodjele pravilnikom propisuje ministar obrane.
Sukladno Zakonu o službi u Oružanim snagama Republike Hrvatske vojne plakete dodjeljuju Predsjednik Republike, predsjednik Vlade Republike Hrvatske, ministar obrane i načelnik Glavnog stožera.

## Pohvale i nagrade
Pohvala i nagrade u Ministarstvu obrane i Oružanim snagama Republike Hrvatske dodjeljuju se za ostvarene ukupne rezultate u službi u određenom razdoblju ili za ostvarene osobne rezultate u službi i izvan službe (npr. osobito uspješno obavljena izvanredna zadaća, sportski rezultat). 
Pohvale se dodjeljuju ustrojstvenim jedinicama i pojedincima, a nagrade se dodjeljuju pojedincima. Ustrojstvene jedinice Oružanih snaga za uspješno izvršenje misije ili zadaće pisano pohvaljuju i nagrađuju Predsjednik Republike, ministar obrane i načelnik Glavnog stožera. Vojnu osobu, službenika i namještenika pisano pohvaljuje i nagrađuje časnik odnosno drugi čelnik ustrojstvene jedinice na dužnosti zapovjednika bojne, njoj ravne ili više razine.
Vrste pohvala i nagrada te uvjete i postupak njihove dodjele pravilnikom propisuje ministar obrane. Pohvale i nagrade propisane Pravilnikom o vrstama pohvala i nagrada, uvjetima i postupku njihove dodjele može, na vlastiti poticaj ili na prijedlog ministra obrane, dodijeliti i Predsjednik Republike Hrvatske.

### Pohvale
Pohvale su pisana priznanja koja se dodjeljuju ustrojstvenim jedinicama Oružanih snaga, djelatnim vojnim osobama te državnim službenicima i namještenicima u Oružanim snagama, pričuvnicima, ročnicima i kadetima te djelatnim vojnim osobama u Ministarstvu obrane. Pohvale se dodjeljuju za uspješno obavljene zadaće te ostvarene natprosječne rezultate u izvršavanju postavljenih zadaća.
Pohvale su:
- Pohvala ministra obrane - pohvaljuje ustrojstvene jedinice Oružanih snaga te pripadnike Oružanih snaga i djelatne vojne osobe u Ministarstvu obrane,
- Pohvala državnog tajnika - pohvaljuje djelatne vojne osobe u Ministarstvu obrane,
- Pohvala načelnika Glavnog stožera Oružanih snaga - pohvaljuje ustrojstvene jedinice Oružanih snaga i pripadnike Oružanih snaga,
- Pohvala pomoćnika ministra obrane - pohvaljuje djelatne vojne osobe u Ministarstvu obrane iz svojega djelokruga rada,
- Pohvala glavnog inspektora obrane - pohvaljuje pripadnike Oružanih snaga i djelatne vojne osobe u Ministarstvu obrane iz svojega djelokruga rada,
- Pohvala zamjenika načelnika Glavnog stožera Oružanih snaga - pohvaljuje ustrojstvene jedinice Oružanih snaga i pripadnike Oružanih snaga iz svojega djelokruga rada.
- Pohvala direktora Glavnog stožera Oružanih snaga - pohvaljuje ustrojstvene jedinice Oružanih snaga i pripadnike Oružanih snaga iz svojega djelokruga rada,
- Pohvala zapovjednika grane Oružanih snaga, zapovjednika Hrvatskog vojnog učilišta, zapovjednika Zapovjedništva za potporu, zapovjednika Zapovjedništva specijalnih snaga, zapovjednika Zapovjedništva za obuku i doktrinu i zapovjednika pristožerne postrojbe - pohvaljuju ustrojstvene jedinice Oružanih snaga te pripadnike Oružanih snaga iz svoga djelokruga rada,
- Pohvale čelnika ustrojstvene jedinice Glavnog stožera Oružanih snaga, načelnika sektora Ministarstva obrane te čelnika samostalnih ustrojstvenih jedinica Ministarstva obrane - pohvaljuju pripadnike Oružanih snaga odnosno djelatne vojne osobe u Ministarstvu obrane u svojim ustrojstvenim jedinicama,
- Pohvala zapovjednika bojne, njemu ravne ili više razine - dodjeljuju pohvale pripadnicima Oružanih snaga u ustrojstvenim jedinicama kojima zapovijedaju,
- Pohvala zapovjednika Centra vojnih škola - pohvaljuje polaznike i kadete Centra vojnih škola.

### Nagrade
Nagrade su:
- samokres s posvetom je nagrada koja se dodjeljuje za osobit doprinos u vođenju i zapovijedanju te jačanju borbene spremnosti, uspješnu provedbu borbenih i drugih zadaća, iznimne rezultate u razvijanju borbene obuke, uzorno obnašanje službe i iznadprosječne rezultate ostvarene u obavljanju postavljenih zadaća, besprijekorno čuvanje i održavanje naoružanja i materijalnih sredstava te ostvarene sportske ili druge promidžbene uspjehe;
- ručni sat s posvetom je nagrada koja se dodjeljuje za osobit doprinos u vođenju i zapovijedanju, jačanju borbene spremnosti, osobit doprinos izvršavanju misija ili zadaća Oružanih snaga i Ministarstva obrane kroz uspješno obavljene zadaće i ostvarene natprosječne rezultate, uzorno obavljanje službe te uspješnu provedbu borbenih zadaća i obuke;
- dalekozor je nagrada koja se dodjeljuje za osobite rezultate u vođenju i zapovijedanju, jačanju borbene spremnosti, uzorno obavljanje službe i uspješnu provedbu borbenih zadaća i obuke;
- knjiga je nagrada koja se dodjeljuje za rezultate u razvijanju borbene obuke, besprijekorno čuvanje i održavanje naoružanja i materijalnih sredstava, uspješno školovanje i usavršavanje, uzorno obavljanje službe i ostvarene natprosječne rezultate u obavljanju službe;
- novčana nagrada se dodjeljuje kao priznanje za doprinos uspješnim rezultatima u razvijanju borbene obuke, besprijekornom čuvanju i održavanju naoružanja i materijalnih sredstava te osobit doprinos izvršavanju misija ili zadaća Oružanih snaga i Ministarstva obrane kroz uspješno obavljene zadaće i ostvarene natprosječne rezultate;
- nagradni dopust je nagrada koja se dodjeljuje za osobite rezultate u razvijanju borbene obuke, besprijekorno čuvanje i održavanje naoružanja i materijalnih sredstava, uspješnu provedbu borbenih i drugih zadaća te uzorno obavljanje službe.

## Poveznice
- Odlikovanja i priznanja Republike Hrvatske
- Oružane snage Republike Hrvatske